# Karl Menger
Dit artikel gaat over de wiskundige die ook bijdroeg aan de economie en niet over zijn vader, de econoom Carl Menger (1840-1921).
Karl Menger (Wenen, 13 januari 1902 – Highland Park (Illinois), 5 oktober 1985) was een veelzijdig Oostenrijks-Amerikaans wiskundige. Hij was de zoon van de econoom Carl Menger.
Menger was actief op het gebied van de algebra, de kromme- en dimensietheorie en op het gebied van de meetkunde. Verder leverde hij bijdragen aan de speltheorie en de sociale wetenschappen. Hij was een student van Hans Hahn en ontving in 1924 zijn doctoraat van de Universiteit van Wenen. In 1925 gaf hij op uitnodiging van L.E.J. Brouwer enige tijd les aan de Universiteit van Amsterdam. Nog in datzelfde jaar keerde hij terug naar Wenen, waar hij in 1928 professor werd aan de universiteit. Na zijn emigratie naar Amerika was hij van 1937 tot 1946 professor aan de Universiteit van Notre Dame. Van 1946 tot 1971 was hij ten slotte professor aan het Illinois Instituut voor Technologie in Chicago. Hij heeft ook een tijd lesgegeven aan de Duke-universiteit.
Zijn beroemdste bijdrage aan de wiskunde is spons van Menger (ook wel bekend als de spons van Sierpiński), een driedimensionale versie van het tapijt van Sierpiński. Beide hebben verwantschap met de Cantorverzameling.

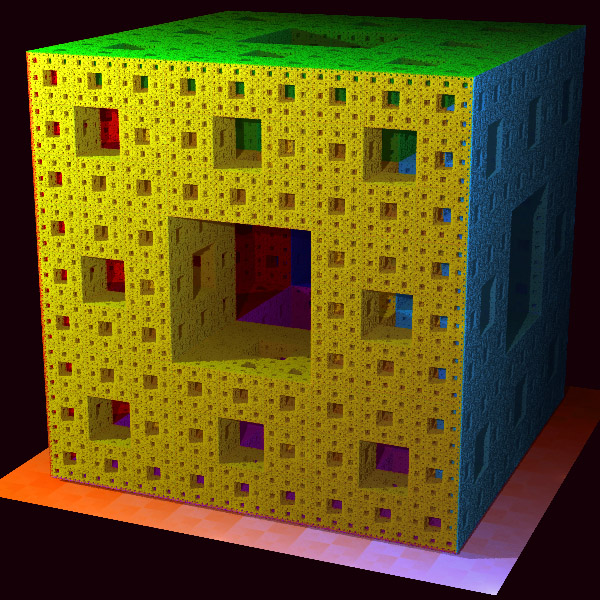
Computergegenereerde illustratie van de "spons van Menger"

Samen met Arthur Cayley wordt Menger beschouwd als een van de grondleggers van de meetkunde van afstanden, vooral omdat hij de definities van noties als hoek en kromming in termen van direct meetbare fysieke grootheden, namelijk verhoudingen tussen afstandswaarden, heeft gegoten. De karakteristieke wiskundige expressies in deze definities zijn Cayley-Menger determinanten.
Ook is hij bekend vanwege de stelling van Menger.
Hij was in de jaren twintig een actieve deelnemer aan de Wiener Kreis. Hij voerde daar discussies over de sociale wetenschappen en de filosofie. In die periode bereikte hij een interessant resultaat in de Sint-Petersburgparadox met interessante toepassingen in de nutstheorie in de economie. Later droeg hij samen met Oskar Morgenstern ook bij aan de ontwikkeling van de speltheorie. 